# Myles Lewis-Skelly
Pour les articles homonymes, voir Lewis et Skelly.
Myles Lewis-Skelly, né le 26 septembre 2006 à Islington en Angleterre, est un footballeur international anglais qui évolue au poste d'arrière gauche ou de milieu défensif à l'Arsenal FC.

## Biographie

### En club
Né à Islington, un quartier du Grand Londres, en Angleterre, Myles Lewis-Skelly est formé par le Arsenal FC. Le 5 octobre 2023 il signe son premier contrat professionnel avec le club.
Il joue son premier match en professionnel avec Arsenal, le 22 septembre 2024, lors d'une rencontre de Premier League face à Manchester City. Il entre en jeu en fin de match alors que son équipe mène au score, et voit City égaliser in extremis (2-2 score final),.
Le 1er octobre 2024, il joue son premier match en Ligue des Champions face au Paris Saint-Germain, entrant sur le terrain dans les arrêts de jeu d'une rencontre que son son équipe remporte par deux buts à zéro.
Le 2 février 2025, à l'occasion de la victoire 5-1 d'Arsenal face à Manchester City, il marque le troisième but des siens, son premier avec l'équipe première d'Arsenal. Il dispute alors son 10e match de Premier League.
Le 26 juin 2025, Lewis-Skelly prolonge son contrat avec Arsenal de plusieurs saisons.

### En sélection
Les deux parents de Myles Lewis-Skelly sont anglais, tandis que ses grands-parents sont originaires des Caraïbes, notamment de Barbade mais il représente l'Angleterre en sélection.
Lewis-Skelly est retenu avec l'équipe d'Angleterre des moins de 17 ans pour participer à la coupe du monde des moins de 17 ans en 2023.
Il joue son premier match avec l'équipe d'Angleterre des moins de 19 ans le 7 septembre 2024 contre l'Italie. Il est titulaire et capitaine lors de cette rencontre où les deux formations se neutralisent (2-2 score final).

### Style de jeu
Myles Lewis-Skelly  peut jouer à tous les postes du milieu de terrain mais il est principalement positionné en tant que milieu défensif. Gaucher, il a également été utilisé au poste d'arrière gauche, notamment avec l'équipe réserve d'Arsenal. Capable de faire les efforts défensifs et de porter le danger dans la surface, il est décrit comme un "box to box" et son style de jeu est comparé à celui de Michael Essien notamment.

## Statistiques
| Saison                | Club                  | Championnat           | Championnat | Championnat | Championnat | Coupe nationale | Coupe nationale | Coupe nationale | Coupe de la Ligue | Coupe de la Ligue | Coupe de la Ligue | Compétition(s) continentale(s) | Compétition(s) continentale(s) | Compétition(s) continentale(s) | Compétition(s) continentale(s) | Total | Total | Total |
| Saison                | Club                  | Division              | M.          | B.          | P.d.        | M.              | B.              | P.d.            | M.                | B.                | P.d.              | Comp.                          | M.                             | B.                             | P.d.                           | M.    | B.    | P.d.  |
| 2024-2025             | Arsenal FC            | Premier League        | 23          | 1           | 0           | 1               | 0               | 0               | 5                 | 0                 | 0                 | C1                             | 10                             | 0                              | 1                              | 39    | 1     | 1     |
| 2025-2026             | Arsenal FC            | Premier League        | 1           | 0           | 0           | 0               | 0               | 0               | 0                 | 0                 | 0                 | C1                             | 0                              | 0                              | 0                              | 1     | 0     | 0     |
| Total sur la carrière | Total sur la carrière | Total sur la carrière | 24          | 1           | 0           | 1               | 0               | 0               | 5                 | 0                 | 0                 | -                              | 10                             | 0                              | 1                              | 40    | 1     | 1     |

### En sélections nationales
| Saison                | Sélection             | Phases finales        | Phases finales | Phases finales | Éliminatoires | Éliminatoires | Ligue des Nations | Ligue des Nations | Matchs amicaux | Matchs amicaux | Total | Total |
| Saison                | Sélection             | Compétition           | M              | B              | M             | B             | M                 | B                 | M              | B              | M     | B     |
| --------------------- | --------------------- | --------------------- | -------------- | -------------- | ------------- | ------------- | ----------------- | ----------------- | -------------- | -------------- | ----- | ----- |
| 2024-2025             | Angleterre            | -                     | -              | -              | 2             | 1             | -                 | -                 | 1              | 0              | 3     | 1     |
| Total sur la carrière | Total sur la carrière | Total sur la carrière | -              | -              | 2             | 1             | -                 | -                 | 1              | 0              | 3     | 1     |

## Palmarès
Avec Arsenal, il est vice-champion d'Angleterre en 2025.